# Dichrooscytus rubidus
Dichrooscytus rubidus är en insektsart som beskrevs av Kelton 1972. Dichrooscytus rubidus ingår i släktet Dichrooscytus och familjen ängsskinnbaggar. Inga underarter finns listade i Catalogue of Life.